# ديتريش ستيفان
ديتريش ستيفان (بالإنجليزية: Dietrich Stephan)‏ هو عالم وراثة أمريكي، ولد في 25 أغسطس 1969 في بيتسبرغ في الولايات المتحدة.